# OSHA-Quote
Die OSHA-Quote (eng: OSHA incident rate) ist eine Berechnungsmethode für Ausfallzeiten durch Arbeitsunfälle.
Diese in den USA für die Arbeitssicherheits-Statistik der OSHA verwendete Methode bezieht sich auf jeweils 200.000 angefallene (real) erbrachte Arbeitsstunden. Dies dient der Vergleichbarkeit der Unfallhäufigkeit der einzelnen Branchen und Betriebe.  Es gibt verschiedene Formeln, um eine Unfallquote nach OSHA darzustellen. Diese Berechnung gewinnt auch in Deutschland aufgrund der Globalisierung und Vereinheitlichung immer mehr an Bedeutung.
Die wohl wichtigste Kennzahl ist die so genannte "Unfallhäufigkeit" (Lost Time Injury Rate – LTIR). Sie berücksichtigt alle Unfälle mit Toten (FAT) und Ausfallzeit von 1 Tag und mehr (LTC)
{\displaystyle LTIR={\frac {(FAT+LTC)\cdot 200.000}{\text{Geleistete Arbeitsstunden}}}}

## Ereignishäufigkeit
Die Ereignishäufigkeit (Total Recordable Injury Rate, TRIR) berechnet sich aus der Anzahl der registrierten Unfälle inkl. Todesfällen (FAT), Unfälle mit Ausfallzeit (LTC), ärztlicher Behandlungen (MTC) und eingeschränkter Arbeitsfähigkeit (RWC) pro 200 000 geleisteter Arbeitsstunden:
{\displaystyle TRIR={\frac {(FAT+LTC+MTC+RWC)\cdot 200.000}{\text{Geleistete Arbeitsstunden}}}}

## Weitere Kennzahlen
- Lost Work Day Rate = (Gesamtzahl der Fehlzeitentage × 200.000) / Anzahl effektiv geleisteter Arbeitsstunden.
- Severity Rate = Gesamtzahl der Fehlzeitentage / Gesamtzahl der Arbeitsunfälle = Unfallschwere.

## Deutschland
In Deutschland wird in der Betrieblichen Unfallstatistik die vergleichbare 1000-Mann-Quote (TMQ) genutzt.
Formel: (Anzahl der meldepflichtigen Betriebsunfälle × 1000 Mitarbeiter)/Anzahl der Vollbeschäftigten.
Genauer: Anzahl der meldepflichtigen Betriebsunfälle × 1000 × Anzahl der durchschnittlich geleisteten Arbeitsstunden pro Mitarbeiter und Jahr (Wert wird jährlich von den Berufsgenossenschaften veröffentlicht) / Anzahl der insgesamt im Jahr geleisteten Arbeitsstunden